# 8 Pułk Szwoleżerów-Lansjerów

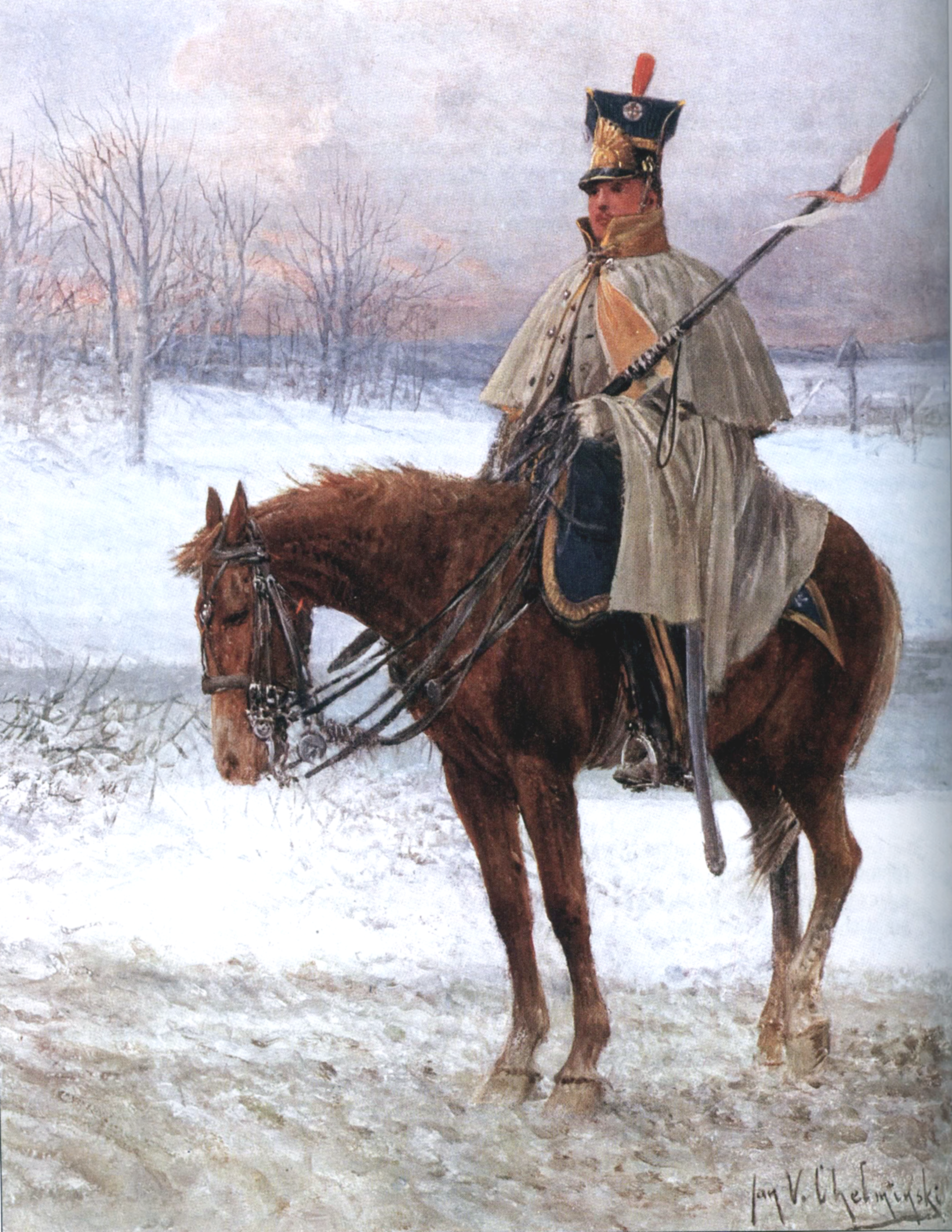
Szwoleżer z 8. pułku w stroju zimowym

8 Pułk Szwoleżerów-Lansjerów (8 Pułk Lekkokonny) – polska jednostka kawaleryjska na żołdzie francuskim.
Utworzony dekretem z dnia 7 lutego 1811 roku jako 2 Pułk Ułanów Nadwiślańskich, nazywany 8 pułkiem ułanów francusko-polskich (chevau-légers lanciers) 18 kwietnia 1812. 15 lipca tegoż roku przemianowany na 8 Pułk Szwoleżerów-Lansjerów.

## Dowódcy
- płk Tomasz Andrzej Łubieński (7 lutego 1811).

## Bitwy i potyczki
- Krasny (14 listopada 1812), nad rzeką Berezyną (28 listopada 1812), Bautzen (20 maja 1813) i Kulm (30 sierpnia 1813).